# Roy Schmidt
Roy Schmidt (* 30. September 1991 in Jena) ist ein deutscher Leichtathlet der sich auf den Kurzsprint spezialisiert hat.

## Berufsweg
Roy Schmidt besuchte das Sportgymnasium Jena Johann Christoph Friedrich GutsMuths, eine Eliteschule des Sports, das u. a. mit dem TuS Jena eng zusammenarbeitet. 2011 war Abiturjahr. Er ist Polizeibeamter.

## Sportliche Karriere
2008 wurde Schmidt als B-Jugendlicher (U18) bei den Deutschen Jugendmeisterschaften Meister über 100 und 200 Meter. Den Erfolg konnte er 2009 in der A-Jugend (U20) über die 200 Meter wiederholen.
Vor dem Abiturjahr konnte Schmidt 2010 in der Hallensaison Deutscher Jugendhallenmeister über 60 und 200 Meter werden.
2013 wurde er bei den Aktiven Deutscher Meister mit der 4-mal-100-Meter-Staffel.
Über 100 Meter kam Schmidt bei den Deutschen Meisterschaften 2015 auf den 6. und 2016 auf den 5. Platz.
2016 holte er sich auch Bronze mit der 4-mal-100-Meter-Staffel bei den Europameisterschaften in Amsterdam und wurde für die Olympischen Spiele in Rio de Janeiro nominiert.
2017 wurde Schmidt im nordfranzösischen Lille Team-Europameister, mit der 4-mal-100-Meter-Staffel belegte er den 2. Platz. In Erfurt kam er bei den Deutschen Meisterschaften im 100-Meter-Lauf auf den 3. Platz.
Schmidt gehört zum B-Kader des Deutschen Leichtathletik-Verbandes (DLV).
Er startet für das LAZ Leipzig / SC DHfK Leipzig und war vormals beim TuS Jena.
Im September 2024 beendete er seine Leistungssportkarriere.

## Persönliche Bestleistungen
(Stand: 18. Januar 2023)
Halle
- 6,70 s auf 60 m, in Erfurt, 9. Februar 2018
- 21,16 s auf 200 m, in Metz, 28. Februar 2009
- 8,29 s auf 60 m Hürden (91,4), in Chemnitz, 6. Januar 2007

Freiluft
- 10,23 s auf 100 m, in La Chaux-de-Fonds, (+0,1 m/s), 30. Juni 2019
- 20,85 s auf 200 m, in Mannheim, (+1,8 m/s), 6. Juli 2014

## Erfolge
national
- 2008: Deutscher U18-Meister (100 und 200 m)
- 2009: Deutscher U20-Meister (200 m)
- 2010: Deutscher Jugendhallenmeister (60 und 200 m)
- 2013: 3. Platz Deutsche Hallenmeisterschaften (200 m)
- 2013: 3. Platz Deutsche U23-Meisterschaften (100 m)
- 2013: Deutscher Meister (4 × 100 m)
- 2015: 2. Platz Deutsche Meisterschaften (4 × 100 m)
- 2015: 6. Platz Deutsche Meisterschaften (100 m)
- 2016: 5. Platz Deutsche Meisterschaften (100 m)
- 2017: 3. Platz Deutsche Meisterschaften (100 m)
- 2018: 2. Platz Deutsche Meisterschaften (4 × 100 m)
- 2019: Deutscher Meister (4 × 100 m)

international
- 2009: U20-Europameister (4 × 100 m)
- 2010: 5. Platz U20-Weltmeisterschaften (4 × 100 m)
- 2013: Vize-Teameuropameister
- 2016: 3. Platz Europameisterschaften (4 × 100 m)
- 2017: Team-Europameister
- 2017: 2. Platz Team-Europameisterschaft (4 × 100 m)
- 2018: 4. Platz World-Cup (4 × 100 m)
- 2019: Vize-Teameuropameister
- 2019: 2. Platz Team-Europameisterschaft (4 × 100 m)